# Cosmin Moți
Cosmin Iosif Moţi (Reşiţa, 3 de dezembro de 1984) é um futebolista romeno, que joga atualmente no Ludogorets Razgrad.

## Carreira
Passou por Universitatea Craiova, Dinamo de Bucareste e Siena. Moţi atua como zagueiro, porém ganhou destaque internacional atuando por alguns minutos como goleiro, na partida contra o  time romeno Steaua Bucarest, válido pela fase preliminar da UEFA Champions League. O zagueiro foi para gol nos minutos finais da prorrogação, depois que o goleiro de sua equipe foi expulso. De forma heróica, "o zagueiro-goleiro" defendeu duas cobranças, colocando assim o Ludogorets, atual campeão búlgaro, na fase de grupos da principal competição de clubes da Europa.
Moti fez parte do elenco da Seleção Romena de Futebol da Eurocopa de 2016.

## Títulos
Dinamo Bucareste
- Campeonato Romeno (1): 2006–07
- Copa da Roménia (1): 2011–12
- Supercopa da Roménia (1): 2005

Ludogorets
- Campeonato Búlgaro (6): 2012–13, 2013–14, 2014–15, 2015–16, 2016–17, 2017–18
- Copa da Bulgária (1):  2013-14
- Supercopa da Bulgária (3): 2012, 2014 e 2018